# ロナウジーニョ
- ロナウジーニョ
- ホナウジーニョ

ロナウジーニョ（Ronaldinho, ブラジルポルトガル語発音: [ʁonawˈdʒĩɲu]）こと、ロナウド・デ・アシス・モレイラ（Ronaldo de Assís Moreira, 1980年3月21日 - ）は、ブラジル・リオグランデ・ド・スル州ポルト・アレグレ出身の元サッカー選手。元ブラジル代表。現役時代のポジションはミッドフィールダー、フォワード 。愛称はガウショ (Gaúcho)。また、ポルトガル語による本来の読みはホナウジーニョである。
サッカー史上最高の選手の1人であるとみなされており、バルセロナ時代には中心選手として2度のリーガ・エスパニョーラと14年ぶりとなるUEFAチャンピオンズリーグ優勝を経験し、2004年と2005年の2年連続でFIFA最優秀選手賞、2005年にはバロンドールを受賞した。ブラジル復帰後の2013年にはアトレチコ・ミネイロでコパ・リベルタドーレスを制覇し、ヨーロッパと南米の国際大会を両方を制した史上8人目の選手となった。またブラジル代表としては2002 FIFAワールドカップ優勝に貢献。オーバーエイジ枠で出場した北京オリンピックは銅メダルを獲得した。
高いテクニックから生み出される独創的なプレーや、試合中にもしばしば笑顔を見せてサッカーを楽しむプレースタイルからファンタジスタと称賛され、引退後の現在も世界中で高い人気を誇っている。

## 人物
いつも笑顔でスタジアムの外でも彼の態度は変わらない。ミシェル・プラティニは「彼はあの笑顔でみんなを引きつける」と語る。マルチェッロ・リッピは「彼に見つめられて、あの大きな前歯と笑顔を魅せられたら、一瞬にして好感を抱くしかないよ」と語っている。
ディエゴ・マラドーナはロナウジーニョのなかにこのような資質を認めている。「彼はまちがいなく最高のプレーヤーだ。楽しそうにプレーし、その喜びをピッチにもたらしているからね」。
スペインの日刊スポーツ誌『AS』のコラムニスト、ファン・クルスは「ロナウジーニョは世界で一番陽気なプレーヤーだ。人々を、対戦相手までもハッピーにしてしまう。どんなときも最高の感動、情熱、連帯感それに喜びを伝えてくれる」と断言する。ブラジルの漫画家マウリーシオ・デ・ソウザはロナウジーニョの喜びが人から人へ伝わるのは「自らの職業を、労働ではなく、愉快な遊びのようなものととらえているからだ」と評している。
オマール・シヴォリはためらうことなく彼を救世主と呼ぶ。サッカー界が長年待ち望んできた選手であると。それまでサッカー界は暗い表情、尽きることのない論争、乱暴な行為、侮辱的言動、絶えずケチを付け不平を言い抗議する世界だった。ロナウジーニョはこの正反対であった。サッカーの信じられないような軽快さを体現していた。

### 名前・愛称
ニックネームのロナウジーニョとは、本名のロナウド（葡:Ronaldo）に縮小辞-inhoがついたものであり、「小さなロナウド」の意である。これは、ブラジル代表選出当時に既にロナウド・ルイス・ナザーリオ・デ・リマがいたことから、区別の為にロナウジーニョと呼ばれたものである。また、ロナウド・ルイス・ナザーリオ・デ・リマ自身も1996年アトランタオリンピックにおいてブラジル代表に選出された際にはロナウジーニョとして登録されており、ロナウジーニョでも紛らわしかったことから、ガウーショとも呼ばれる。ガウーショとは南米のカウボーイを意味し、リオグランデ・ド・スル州、サンタカタリナ州などブラジル南部地域出身者の気質を表わした語であり、ロナウジーニョ自身の出身地に基づいたものである。
Ronaldinhoは、日本語ではロナウジーニョと発音・表記される。出身地であるポルト・アレグレなどの南部では、R発音は昔のポルトガル語発音であるラ行も多いが、現在ブラジルではリオなどの北部を中心として広い範囲でブラジルポルトガル語からR発音はハ行で読むのがほぼ一般的になりつつある。したがって日本でもホナウジーニョというネイティブに近い表記・呼称もある。
なお、本記事ではロナウジーニョで統一する。

### 家族
ロナウジーニョの代理人でもある、実兄のロベルトは、1999年にアシスという登録名でコンサドーレ札幌に在籍していた。幼いころに父親を亡くし、それ以来、ロベルトが父親代わりとなっていた。元々は貧しい家庭環境だったが、兄のロベルトがグレミオとプロ契約したことで、6歳の時にプール付きの豪邸に移り住んでいる。ロナウジーニョの回想のなかの「家の中で椅子や犬を相手にドリブルの練習をしていた」という話からも、広々とした家に住んでいたことが窺える。
ロナウジーニョ自身は、奔放な女性関係で知られているが、以前に交際していたダンサーのジャナイナ・ナティエレ・メンデスとの間に息子、ジョアン・メンデス・デ・アシス・モレイラがいる。ジョアンは14歳になった2019年4月にクルゼイロECとプロ契約を結び、プロサッカー選手となった。
現在プリシラ・コエルホ、ビアトリス・ソウザ二人の女性と子供一人の4人家族で生活を送っている。ブラジルでは一夫多妻制ではないので、事実婚扱いとなる。
2021年2月、実母が新型コロナウイルス感染による合併症で死去。

## 経歴

### 幼年期
1980年3月21日、父ジョアン・アシスと母ミゲリーナ・モレイラの3番目の子としてブラジル、リオ・グランデ・ド・スル州の州都ポルト・アレグレ に産まれた。人口150万人のこの町は先住民とポルトガルからの入植者の他、スペイン、アフリカ、イタリア、ポーランド、ウクライナ、ロシア、ユダヤなど多数の移民が暮らしを営み、それぞれの文化が複雑に融合した独特の雰囲気を持った町で、住民はガウーショ（カウボーイ）と呼ばれていた。帝王切開でロナウジーニョを取り上げた担当医は彼の右足に違和感を覚え、整形外科医の診察を受けるよう両親に進言したという。家は貧しく、両親は共働きであったため、ロナウジーニョの面倒は主に祖母アルベルティーナと姉デイジや多くの親戚が見ていた。10ヶ月を数える頃には歩き始め、父はロナウジーニョにサッカーボールとサッカーシューズを買い与えた。以降サッカーに夢中になり、家の中や中庭で兄ロベルトや4匹の飼い犬を相手にサッカーの技術を高めていった。
7歳になると州立アルベルト・トーレス小学校へ入学したが、翌年に兄ロベルトがグレミオとの間でプロ契約を締結し、クラブチームから新しい住居が提供されることとなったため、その引越しとともにグアルージャの州立ランゲンドンク初等教育学校へ転校している。ジョアンは早い段階でロナウジーニョの才能を見抜いていたとされており、ロベルトがグレミオと契約を交わした際に、指導者に「将来、超一流の選手になるはずの子が家にいます。ロナウドと言います」と伝えている。

### クラブ

#### グレミオ時代
グレミオの下部組織でサッカーを始め、1998年のコパ・リベルタドーレスでトップチームデビューした。2001年にはイングランドのアーセナルFCがロナウジーニョとの契約に興味を示したが、彼はEU圏外選手であり、イギリスの労働許可証の取得条件を満たさなかったため、この移籍話は破談となった。同年にはスコティッシュ・プレミアリーグのセント・ミレンFCにレンタル移籍することを検討したが、偽造パスポート事件に巻き込まれたために取りやめとなった。

#### パリ・サンジェルマン時代
2001-02シーズン
2001年、フランス・リーグ・アンのパリ・サンジェルマンFCと5年契約を結んだ。移籍金は500万ユーロ。パリ到着後、背番号21を与えられ、ブラジル代表のアロイジオ、ミケル・アルテタ、ジェイジェイ・オコチャなどが在籍する攻撃陣の一員に加わった。2001年8月4日のAJオセール戦 (1-1) で途中出場してリーグ戦デビューし、2001-02シーズン前半戦は先発出場と途中出場を交互に繰り返した。10月13日のオリンピック・リヨン戦 (2-2) では途中出場し、79分に移籍後初得点となる同点弾をペナルティキックで決めた。ウィンターブレーク後のASモナコ戦 (1-2)、スタッド・レンヌFC戦 (2-1)、RCランス戦 (1-1)、FCロリアン戦 (5-0) では4試合連続得点を記録し、2002年3月16日のトロワAC戦 (3-1) では残留争いに苦しむ相手から1試合2得点を記録した。4月27日のFCメス戦 (2-0) でシーズン最後のゴールを挙げ、移籍初年度のリーグ戦は9得点でシーズンを終えた。同シーズンはクープ・ドゥ・ラ・リーグでもチームに大きな影響を与え、ラウンド16のEAギャンガン戦ではハーフタイムに途中出場して後半だけで2得点を挙げた。チームは準決勝に進出し、準決勝でFCジロンダン・ボルドーに敗れた。プレーでは移籍初年度から健闘したが、「サッカーよりもパリでの夜遊びで注目を集め、ブラジルでの休暇から予定通りに帰国しない」と主張するルイス・フェルナンデス監督との確執によって台無しとなった。
2002-03シーズン
2002年夏には背番号を10に変更し、2002-03シーズンに臨んだ。2年目のシーズンは1年目と比較して失望の残るシーズンであったが、それでも見事な成績を残した。2002年10月26日、オリンピック・マルセイユとのル・クラスィク (3-1) で2得点を挙げた。最初の得点は直接フリーキックによるもので、カーブしたボールは壁の横を通り抜けてベドラン・リュンジュが守るゴールに吸い込まれた。スタッド・ヴェロドロームで行われたアウェー戦でも得点し、3-0で快勝した。クープ・ドゥ・フランス準決勝のFCジロンダン・ボルドー戦 (2-0) では2得点を挙げ、再び称賛を集めた。22分に先制点を決め、81分にはGKユルリク・ラメが適切なポジション取りをしていたのにもかかわらず、頭を抜くチップシュートを決めて試合を締めくくった。これらの活躍で、パリ・サンジェルマンFCの観客にスタンディング・オベーションを贈られた。クラブにとって不幸なことに、決勝のAJオセール戦 (1-2) ではロナウジーニョ自身もチームも本来の調子を出せず、ロスタイムのジャン＝アラン・ブームソンの得点に屈した。2002-03シーズンのリーグ戦は11位と失望の順位に終わり、欧州カップ戦出場権を逃したことで、ロナウジーニョは他クラブへの移籍希望を明らかにした。

#### バルセロナ時代
2003-04シーズン

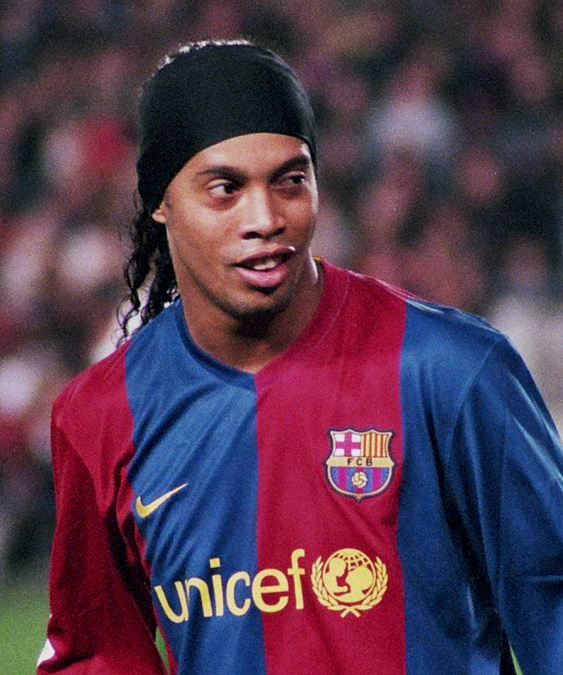
FCバルセロナでのロナウジーニョ

当初、FCバルセロナのジョアン・ラポルタ会長はデビッド・ベッカムの獲得を公約していたが、ベッカムはレアル・マドリードに移籍したため、FCバルセロナはロナウジーニョの獲得争いに参加し、マンチェスター・ユナイテッドFCよりも高額な3000万ユーロのオファーを提示して獲得に成功した。アメリカのワシントンにあるロバート・F・ケネディ・メモリアル・スタジアムで行われたACミランとの親善試合でデビューし、その試合で1得点を挙げて2-0で勝利した。2003-04シーズン前半戦には負傷離脱していた時期もあったが、復帰後はチームをリーグ戦2位に導いた。
2004-05シーズン
2004年12月20日にはFIFA最優秀選手賞を受賞し、2004-05シーズンには移籍後初のリーグ優勝を果たした。2005年3月8日、UEFAチャンピオンズリーグ決勝トーナメント1回戦・チェルシーFC戦2ndレグ (2-4) では2得点を挙げたが、2試合合計4-5で敗退が決まった。
2005-06シーズン
2005年9月にはFIFPro年間ベストイレブンとFIFPro年間最優秀選手賞を受賞し、同年にはUEFA年間最優秀選手賞も受賞した。さらに、FIFA最優秀選手賞の投票では956点を集め、2位のフランク・ランパード（306点）に3倍以上の大差をつけて2年連続で受賞した。2005年11月19日、レアル・マドリードとのエル・クラシコ (3-0) では2得点を挙げた。勝利を決定づける2点目を決めると、アウェーでのダービーマッチにもかかわらずレアル・マドリードのファンからスタンディング・オベーションが贈られた。2006年1月には3年連続でUEFAチーム・オブ・ザ・イヤーに選ばれた。UEFAチャンピオンズリーグ準々決勝・SLベンフィカ戦2ndレグでは先制点を決めた。準決勝のACミラン戦1stレグではリュドヴィク・ジュリの決勝点をアシストし、2試合合計1-0で決勝に駒を進めた。5月26日に行われた決勝ではアーセナルFCを2-1で下して優勝を果たした。決勝の2週間前にはセルタ・デ・ビーゴに1-0で勝利してリーガ・エスパニョーラ2連覇を決めており、キャリア初の2冠を達成した。全公式戦を通じて自己最多の26得点を挙げ、UEFAチャンピオンズリーグの大会最優秀選手に選ばれた。
2006-07シーズン
2006年11月25日のビジャレアルCF戦では2度目となるオーバーヘッドキックでの得点を決め、FCバルセロナでのリーグ戦得点数が50点に達した。このビジャレアル戦での得点は少年時代から夢見ていたゴールであると後に語っている。12月にはFIFAクラブワールドカップに出場し、準決勝のクルブ・アメリカ戦 (4-0) では1得点1アシストの活躍を見せたが、決勝のSCインテルナシオナル戦では徹底マークに苦しみ0-1で敗れて準優勝に終わった。この大会でロナウジーニョはブロンズボールに輝いた。SCインテルナシオナル戦の翌日にはFIFA最優秀選手賞が発表されたが、2006 FIFAワールドカップで優勝したイタリア代表のキャプテンであるファビオ・カンナヴァーロ、準優勝のフランス代表のキャプテンであるジネディーヌ・ジダンに次ぐ3位に終わった。2007年1月、最多となる29万票以上を集めてUEFAチーム・オブ・ザ・イヤーに3年連続で選出された。エル・クラシコ (3-3) で負傷し、3月13日のチャリティマッチには出場できなかった。
2007-08シーズン
2008年2月3日のCAオサスナ戦に出場し、FCバルセロナでの公式戦通算200試合出場を達成した。しかし、2007-08シーズンは全体的に負傷に苦しめられ、4月3日には右足の筋肉断裂により一足早くシーズンを終えた。5月19日、ラポルタ会長は「ロナウジーニョは新たなチャレンジを必要としている」と発言し、トップ選手としてやっていくためには移籍が必要であると主張した。6月6日、マンチェスター・シティFCのタクシン・チナワットオーナーはロナウジーニョの獲得に興味を示した。6月28日、ロナウジーニョとリオネル・メッシはベネズエラで開催された人種差別撲滅のための親善試合でそれぞれのチームのキャプテンを務め、試合は7-7の引き分けに終わった。彼は2得点2アシストを記録したが、この試合がFCバルセロナの選手としての最後の試合となった。2010年のジョアン・ガンペール杯前日、FCバルセロナのファンと選手たちに対して「FCバルセロナでの5年間が最高の時期であった」とする手紙を公開した。

#### ミラン時代
2008-09シーズン

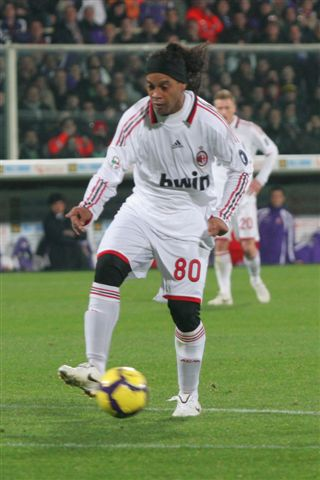
ACミランでプレーするロナウジーニョ

2008年7月、ロナウジーニョはマンチェスター・シティFCからの移籍金2550万ポンドのオファーを拒否し、イタリア・セリエAのACミランと3年契約を結んだ。年俸は約510万ポンド（650万ユーロ）であり、移籍金は約1450万ポンド（1850万ユーロ）と考えられている。希望の背番号10は既にクラレンス・セードルフが着けていたため、生まれ年の1980年に因んで背番号80を選んだ。9月28日、インテルとのミラノ・ダービー (1-0) で初得点を挙げた。10月19日のUCサンプドリア戦 (3-0) では初の1試合2得点を記録した。11月6日、UEFAカップグループリーグのSCブラガ戦では93分に決勝点を挙げた。2008-09シーズンは全大会を通じて32試合に出場して10得点した。良好なスタートを切った後、コンディション不良に苦しんで途中出場が多くなり、ACミランでの初年度は失望に終わった。
2009-10シーズン
2009-10シーズン序盤はベンチから試合開始を迎えることも多かったが、その後調子を取り戻し、攻撃的ミッドフィールダーから馴染み深い左ウイングに役割を変え、このシーズンのチームの最優秀選手と言ってもよい活躍を見せた。2010年1月10日、アウェーでのユヴェントスFC戦 (3-0) では2得点を挙げた。翌週の1月17日に行われたシエナ戦 (4-0) では、1点目をペナルティキック、2点目をコーナーキックからのヘディングシュート、3点目を20ヤードの距離からのミドルシュートで決め、移籍後初のハットトリックを達成した。1月16日には移籍後初めてのUEFAチャンピオンズリーグの試合となるマンチェスター・ユナイテッドFC戦に出場し、序盤に得点してリードを得たが、ポール・スコールズとウェイン・ルーニー（2点）に得点を許して最終的に2-3で敗れた。4月13日、カルチョ・カターニア戦 (2-2) でマルコ・ボリエッロの得点をアシストし、アシスト数はリーグトップの14に達した。5月15日にはホームでのユヴェントス戦 (3-0) で2得点を記録し、ライバル相手に1シーズンで計4得点を記録した。この試合はレオナルド監督のACミラン監督としてのラストマッチとなった。なお、2008-09シーズンもペナルティキックを1度失敗していたが、2009-10シーズンは3度もペナルティキックを失敗している。
2010-11シーズン
2010年夏にマッシミリアーノ・アッレグリ監督が就任し、4-3-3フォーメーションではなく主に4-3-1-2フォーメーションが採用された。2010-11シーズン開幕戦のUSレッチェ戦 (4-0) ではキレの良いプレーを見せたが、役割が変更になると徐々にフェードアウトし、シーズン前半戦は11試合出場無得点に終わった。

#### フラメンゴ時代

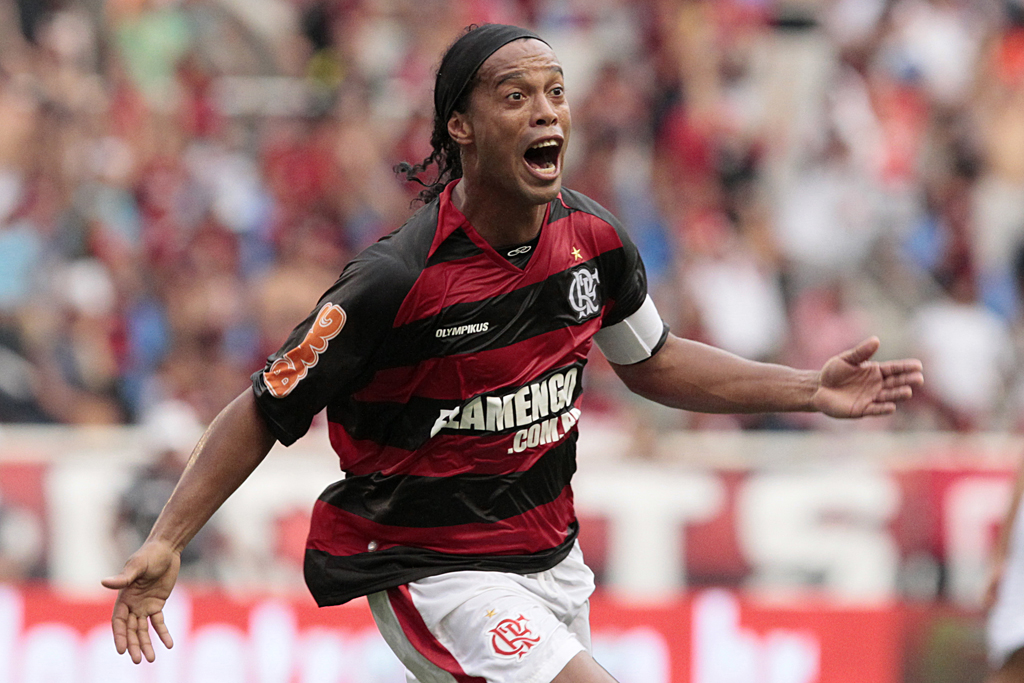
フラメンゴでプレーするロナウジーニョ（2011年2月）

2011年冬にはアメリカのロサンゼルス・ギャラクシー、ブラジルのSCコリンチャンスやSEパルメイラス、イングランドのブラックバーン・ローヴァーズFCなど様々なクラブがロナウジーニョに関心を示した。特に幼少時代を過ごしたグレミオから強い関心を示されたが、2011年1月11日にCRフラメンゴと2014年末までの契約を交わし、1月13日に行われたお披露目では2万人以上のファンに迎えられた。2月6日のボアヴィスタSC戦 (3-2) で移籍後初得点を記録し、2月27日に行われたタッサ・グアナバラ決勝の同一カード (1-0) では右足での直接フリーキックで決勝点を決め、トロフィー獲得に貢献した。CRフラメンゴにとっては19度目の同大会制覇であり、2ヶ月後にはリオ・グランデ・ド・スル州選手権とタッサ・リオでも優勝を果たした。
2012年5月31日にフラメンゴとの契約を一方的に解除した。

#### アトレチコ・ミネイロ時代
2012年6月、アトレチコ・ミネイロへ移籍。契約はシーズン終了まで。2013年7月25日、クラブ史上初のコパ・リベルタドーレス制覇を達成し、史上8人目となる欧州&南米王者に輝いた。モロッコで行われたFIFAクラブワールドカップ2013では準決勝と3位決定戦に出場し、2得点を挙げた。

#### ケレタロ時代
2014年9月、リーガMXのケレタロFCに加入した。2015年6月20日、退団。

#### フルミネンセ時代
2015年7月11日、ブラジルのフルミネンセFCに入団することをクラブ公式HP上で発表した。契約期間は2016年末までで、背番号は「10番」を着用。

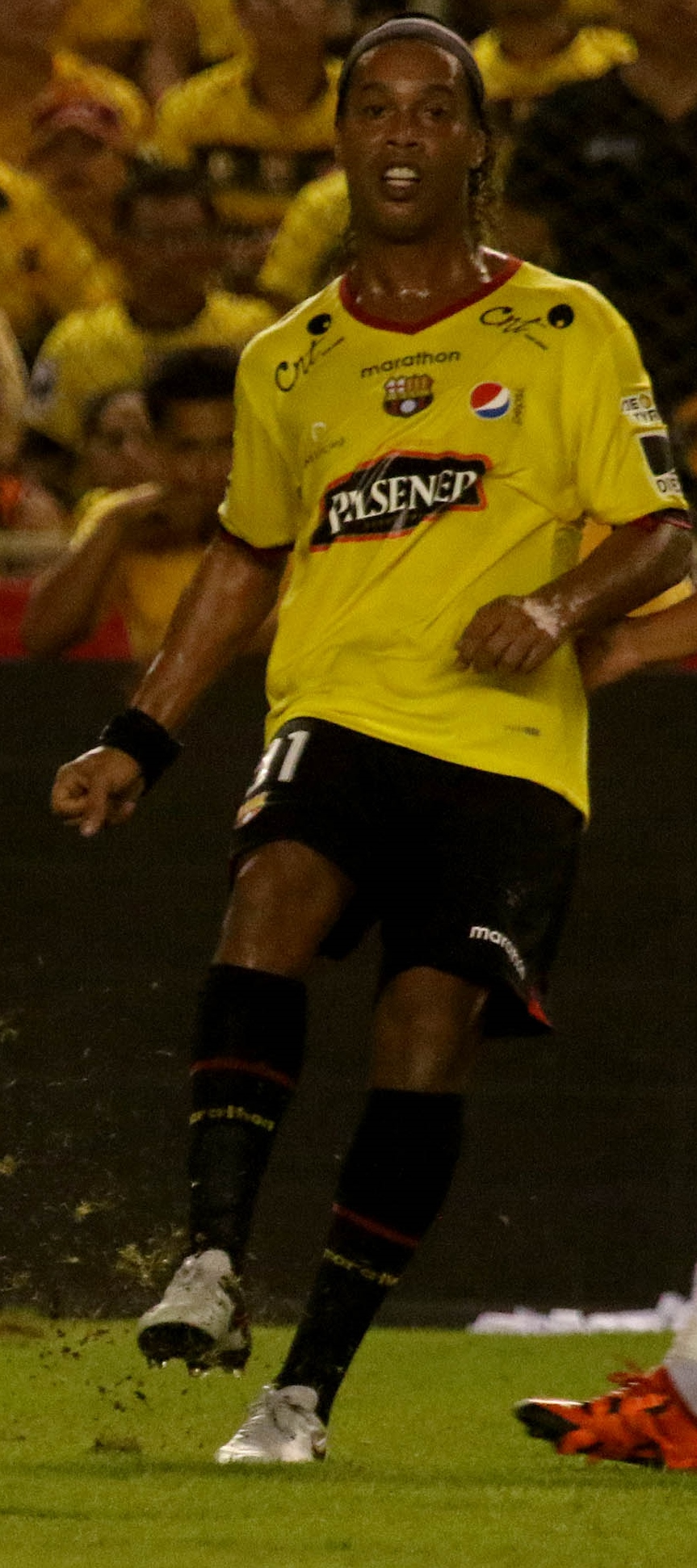
バルセロナSCのメンバーとして親善試合に出場したロナウジーニョ（2016年）

#### 現役引退後
フルミネンセ退団後は無所属の状態が続いたが、2018年1月16日に代理人である兄ロベルトから現役引退が発表された。
2018年10月、FCバルセロナは、ロナウジーニョが2018年ブラジル大統領選挙でジャイール・ボルソナーロを支持したとしてロナウジーニョの大使としての仕事を減らす処分を発表した。チーム関係者は「ボルソナーロ氏が30年に及ぶ政治家活動の中で行ってきた、女性嫌悪や同性愛者差別、人種差別などの行為は、バルサの赤と青のユニフォームの精神として受け入れられるものではない」ことを理由とした。しかし、これは政治的に中立であるべきクラブの精神に合っていないとしてバルセロナに対する批判の声も多い。
実兄のロベルトと共に2015年にブラジルの環境保護区内の湖に無許可で桟橋を作ったとして有罪判決を受け、罰金刑を科せられていたが、850万レアル（約2億円）以上の罰金の支払いが滞った上、税金の未納もあり、国外逃亡を防ぐため2019年7月にブラジルとスペインのパスポートを押収されていた。同年9月には罰金を支払ってパスポート取り戻していたが、2020年3月4日、慈善イベントや自著の出版記念イベント参加を目的に実兄のロベルトと共に偽造のパラグアイパスポートと身分証明書を使用してパラグアイに入国したため、宿泊先のアスンシオンのホテルで現地の警察に逮捕された。なお、ロナウジーニョの弁護士によると、ブラジルとパラグアイは共にメルコスールに属するため、そもそも相手の国を訪問する際に自国のパスポートを提示する必要はなく、2020年8月に釈放され、ブラジルに戻った。

### 代表
1999-2002

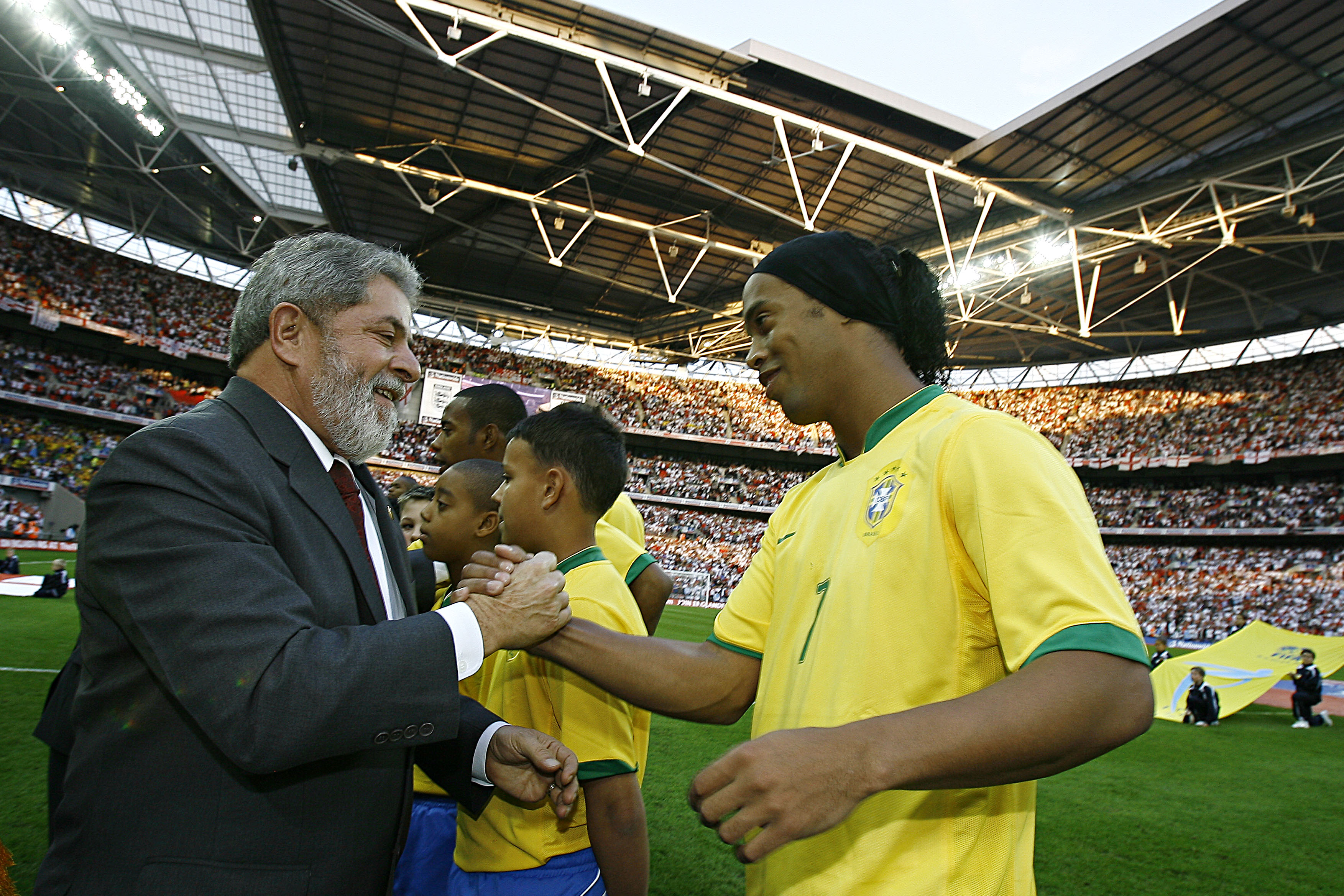
ロナウジーニョ(右)とルーラ大統領

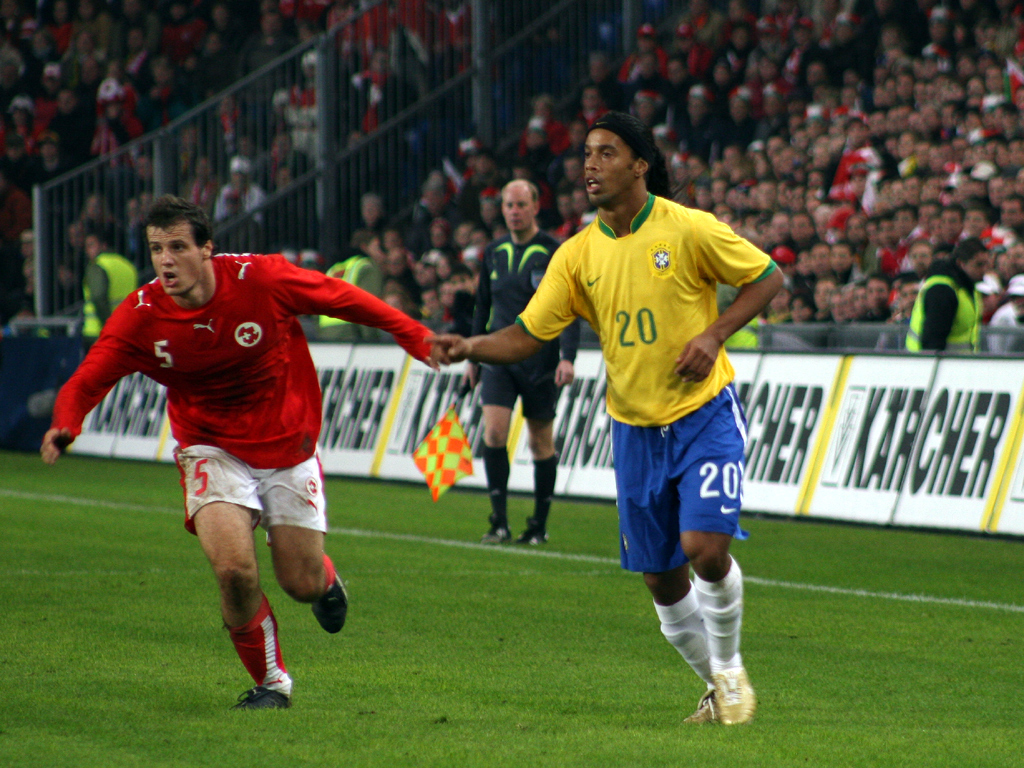
ロナウジーニョ(右)とスイス代表のマルガイラス

全ての年代でブラジル代表に選ばれた数少ない選手の一人である。1997年にはU-17ブラジル代表としてFIFA U-17ワールドカップで優勝し、ブロンズボールに輝いた。1999年はブラジル代表で大きな結果を残した年となった。4月にはナイジェリアで開催されたFIFA U-20ワールドカップに出場し、グループリーグ最終戦（1得点）と決勝トーナメント1回戦のU-20クロアチア戦（4-0、2得点）で計3得点を挙げた。準々決勝でU-20ウルグアイ代表に敗れ、2大会連続のベスト8に終わった。6月26日、コパ・アメリカ1999前最後の親善試合となったラトビア戦 (3-0) でブラジル代表初出場を果たし、コパ・アメリカ1999中に代表初得点を記録した。コパ・アメリカが閉幕して1週間後にはFIFAコンフェデレーションズカップ1999に招集され、メキシコに3-4で敗れた決勝以外の全ての試合で得点した。特に準決勝のサウジアラビア戦 (8-2) ではハットトリックを達成し、大会得点王と大会最優秀選手賞を同時受賞した。2000年前半にはCONMEBOLプレオリンピック大会に出場し、7試合で9得点を挙げて優勝に導いた。同年夏にはU-23ブラジル代表としてシドニーオリンピックに出場したが、優勝したU-23カメルーン代表に準々決勝で敗れた。ロナウジーニョは4試合に出場し、U-23カメルーン戦での1得点に終わった。
2002年には初めてのFIFAワールドカップとなる2002 FIFAワールドカップの代表メンバーに選ばれ、コパ・アメリカ1999を共に制したロナウドやリバウドなどと共に驚異的な攻撃陣を構成した。大会を通じて5試合に出場して2得点し、更にいくつかの重要なアシストでもチームに貢献した。最初の得点はグループリーグの中国戦 (4-0) であり、次の得点は準々決勝のイングランド戦 (2-1) であった。この試合で彼は35mの距離から直接フリーキックを蹴り、デヴィッド・シーマンが守るゴールネットを揺らした。この得点の7分後にダニー・ミルズへのファールで退場処分を受けたが、フリーキックでの得点が決勝点となって準決勝進出を決めた。準決勝は出場停止であったが、決勝のドイツ戦 (2-0) には先発出場し、5度目の優勝を果たした。
2003-2006
次に参加した大会は2003年のコンフェデレーションズカップであったが、どの試合でも得点を挙げることができず、低調なプレーのブラジル代表はグループリーグで敗退した。2004年、カルロス・アルベルト・パレイラ監督は代表の主力選手を休ませるため、ロナウジーニョをコパ・アメリカ2004のメンバーに加えず、メンバーの大部分を本来なら控えの立場の選手で構成した。2005年6月にはコンフェデレーションズカップに出場し、決勝のアルゼンチン戦 (4-1) ではマン・オブ・ザ・マッチに選出された。この大会を通じて3得点を挙げ、1999年大会を含めた得点数を9得点とし、通算最多得点者のクアウテモク・ブランコと並んだ。
2006年にはドイツで開催されたワールドカップのメンバーに選ばれ、アドリアーノ、ロナウド、カカと共に構成されたカルテット・マジコの一員として全5試合に先発出場した。しかしブラジル代表は全体的に低調で、この4人組は計6点しか奪えなかった。ロナウジーニョはグループリーグの日本戦でジウベルトの得点をアシストしたが、代表キャリアの中でも最悪の大会となり、大会を通じて無得点1アシストに終わった(カルテット・マジコの中でも唯一無得点)。準々決勝のフランス戦 (0-1) では大きな活躍ができず、ブラジル代表は枠内シュートを1本打っただけで、敗退が決まった。この代表チームはブラジル帰国後にファンやメディアの批判にさらされ、フランス戦の2日後の7月3日には、チャペコにあった7.5m（23フィート）ものグラスファイバーと樹脂製のロナウジーニョの彫像が過激なファンによって破壊された。この彫像は2004年にFIFA最優秀選手賞受賞を記念して設立されたものだった。同じ日、バルセロナに戻ったロナウジーニョは自宅にアドリアーノを招いてパーティを催し、ナイトクラブで早朝まで夜遊びを続けた。このことは多くのブラジルのファンに「努力の足りないブラジル代表に裏切られた」という感情を抱かせた。
2007-2010
2007年3月24日のチリ戦 (4-0) ではFIFAコンフェデレーションズカップ2005決勝以来となる得点（2得点）を決め、2年近くにも及んだ連続無得点期間を終わらせた。同年にはコパ・アメリカ2007が開催されたが、疲労のために出場免除を申し出て、ドゥンガ監督はロナウジーニョの大会欠場を許可した。10月にはエクアドルとの親善試合 (5-0) を戦ったが、数人の選手たちとリオデジャネイロの高級ナイトクラブでパーティを催し、翌朝11時にナイトクラブを出たが、メディアを避けるために車のトランクに隠れて移動したとされる。この夜遊びが原因でスペイン帰国が遅れたとして、FCバルセロナの試合では先発から外されて議論を呼んだ。
2008年7月7日、オーバーエイジ枠として北京オリンピックのブラジル代表メンバーに加わった。FCバルセロナはチャンピオンズリーグの試合に彼を出場させたいとして、初めはブラジル代表への招集を拒否しようとしたが、ACミランへの移籍が合意に達したためにオリンピックへの出場が許された。グループリーグのU-23ニュージーランド戦 (5-0) で2得点を挙げたが、準決勝でU-23アルゼンチン代表に敗れ、3位決定戦のU-23ベルギー代表に勝利して3位となった。
コンディションを取り戻した後は、2010年5月11日に2010 FIFAワールドカップのブラジル代表候補30人に選ばれ、自身も南アフリカ行きを熱望していたが、ドゥンガ監督は本大会に出場する23人のメンバーからロナウジーニョを除外した。ジャーナリストの中には、ロナウジーニョ、アレシャンドレ・パト、アドリアーノ、ロナウドのような選手を選外とすることはブラジルの伝統的なプレースタイルであるJoga Bonitoを放棄する兆しであると主張する者もいた。
2011-2013
2011年9月5日のガーナとの親善試合で10ヶ月ぶりに代表に復帰すると、得点こそ奪えなかったものの好調をみせ、監督のマノ・メネゼスに「彼を代表へ復帰させなければならない」と言わしめた。同年10月11日のメキシコとの親善試合では代表では4年ぶりとなる得点を挙げ、勝利に貢献した。

## プレースタイル
当代最高のスキルを持つ選手と称される。高い得点能力を持つため、ウイングや中央のいくつもの攻撃ポジションをこなすことが出来、またミッドフィールダーでは典型的な10番のようにプレーしているが、フォワードやウインガーのようにも展開する。非常にクリエイティブなプレイヤーであるにもかかわらずペナルティエリアの内外で正確なフィニッシャーであり、またフリーキックやペナルティキックのスペシャリストである。
加速力・敏捷性・バランス・ボールコントロール・ドリブル能力が特に賞賛されており、1対1の状況でフェイントを使い個人で抜くことが出来る。特に1970年代のブラジルのスター・リベリーノから学んだ「エラシコ」は彼の得意技の一つである。ESPNは彼を速さ・精力性・巧みさ・トリッキーさ・スキルフル・奔放さを持つ司令塔と称している。
パスセンスも非常に優れており、左サイドの低い位置から対角線上に鋭く正確なロングパスを放ち試合展開を一気に変えられる他、顔を明後日の方に向けながら放つノールックパスも得意とする。
ロナウジーニョは独創的なプレーの数々で、内容のない退屈な試合を充実したものにする力を持っていると言われている。相手3人をかわすドリブル、ループシュート、ソンブレロ（ボールをふわっと浮かせて抜くフェイント）と多才な技のオンパレードを持つ。
あるときは至極のソリスト、またあるときはオーケストラの指揮者であったロナウジーニョは、その際限のない創造力で様々なフェイントやドリブル、他に類のないプレーの数々を生み出して、誰も近づきえない存在であったのは間違いない。
称賛の声は高くサッカーのレジェンドとの比較を耳にする。すべてを兼ね備えたその姿に、往年の名選手たちのイメージをオーバーラップさせる。元ブラジル代表のトスタンによればロナウジーニョは、リベリーノのドリブル、ジェルソンの視野の広さ、ガリンシャの無遠慮さ、ジャイルジーニョのスピード、ジーコの技、ロマーリオの創造性を持ち合わせているという。

## 個人成績

### クラブ
2015年9月29日現在
| クラブ               | シーズン     | リーグ | リーグ | リーグ   | カップ | カップ | カップ   | 国際大会 | 国際大会 | 国際大会 | その他 | その他 | その他   | 合計 | 合計   | 合計     |
| クラブ               | シーズン     | 出場   | ゴール | アシスト | 出場   | ゴール | アシスト | 出場     | ゴール   | アシスト | 出場   | ゴール | アシスト | 出場 | ゴール | アシスト |
| -------------------- | ------------ | ------ | ------ | -------- | ------ | ------ | -------- | -------- | -------- | -------- | ------ | ------ | -------- | ---- | ------ | -------- |
| グレミオ             | 1998         | 14     | 1      | 0        | 2      | 0      | 0        | 15       | 3        | 2        | 17     | 4      | –        | 48   | 8      | 2        |
| グレミオ             | 1999         | 17     | 6      | 0        | 3      | 0      | 0        | 4        | 2        | –        | 24     | 15     | –        | 48   | 23     | 0        |
| グレミオ             | 2000         | 21     | 14     | 0        | 6      | 6      | 0        | –        | –        | –        | 22     | 21     | –        | 49   | 41     | 0        |
| グレミオ             | 合計         | 52     | 21     | 0        | 11     | 6      | 0        | 19       | 5        | 2        | 63     | 40     | –        | 145  | 72     | 2        |
| パリ・サンジェルマン | 2001-02      | 28     | 9      | 8        | 6      | 2      | 0        | 14       | 2        | 2        | –      | –      | –        | 48   | 13     | 10       |
| パリ・サンジェルマン | 2002-03      | 27     | 8      | 6        | 7      | 3      | 0        | 4        | 1        | 2        | –      | –      | –        | 38   | 12     | 8        |
| パリ・サンジェルマン | 合計         | 55     | 17     | 14       | 13     | 5      | 0        | 18       | 3        | 4        | –      | –      | –        | 86   | 25     | 18       |
| バルセロナ           | 2003-04      | 32     | 15     | 11       | 6      | 3      | 1        | 7        | 4        | 2        | –      | –      | –        | 45   | 22     | 14       |
| バルセロナ           | 2004-05      | 35     | 9      | 10       | 0      | 0      | 0        | 7        | 4        | 4        | –      | –      | –        | 42   | 13     | 14       |
| バルセロナ           | 2005-06      | 29     | 17     | 15       | 2      | 1      | 1        | 12       | 7        | 6        | 2      | 1      | 1        | 45   | 26     | 23       |
| バルセロナ           | 2006-07      | 32     | 21     | 8        | 4      | 0      | 1        | 11       | 3        | 3        | 2      | 0      | 2        | 49   | 24     | 14       |
| バルセロナ           | 2007-08      | 17     | 8      | 2        | 1      | 0      | 0        | 8        | 1        | 2        | –      | –      | –        | 26   | 9      | 4        |
| バルセロナ           | 合計         | 145    | 70     | 46       | 13     | 4      | 3        | 45       | 19       | 17       | 4      | 1      | 3        | 207  | 94     | 69       |
| ミラン               | 2008-09      | 29     | 8      | 6        | 1      | 0      | 1        | 6        | 2        | 1        | –      | –      | –        | 36   | 10     | 8        |
| ミラン               | 2009-10      | 36     | 12     | 18       | 0      | 0      | 0        | 7        | 3        | 1        | –      | –      | –        | 43   | 15     | 19       |
| ミラン               | 2010-11      | 11     | 0      | 3        | 0      | 0      | 0        | 5        | 1        | 1        | –      | –      | –        | 16   | 1      | 4        |
| ミラン               | 合計         | 76     | 19     | 26       | 1      | 0      | 1        | 18       | 6        | 3        | –      | –      | –        | 95   | 26     | 31       |
| フラメンゴ           | 2011         | 31     | 14     | 7        | 5      | 1      | 1        | 3        | 2        | 0        | 13     | 4      | –        | 52   | 21     | 8        |
| フラメンゴ           | 2012         | 2      | 1      | 0        | 0      | 0      | 0        | 8        | 2        | 6        | 9      | 4      | –        | 19   | 7      | 6        |
| フラメンゴ           | 合計         | 33     | 15     | 7        | 5      | 1      | 1        | 11       | 4        | 6        | 22     | 8      | –        | 71   | 28     | 14       |
| アトレチコ・ミネイロ | 2012         | 32     | 9      | 15       | 0      | 0      | 0        | –        | –        | –        | –      | –      | –        | 31   | 9      | 15       |
| アトレチコ・ミネイロ | 2013         | 14     | 8      | 2        | 2      | 0      | 2        | 14       | 6        | 7        | 8      | 6      | –        | 36   | 18     | 11       |
| アトレチコ・ミネイロ | 2014         | 2      | 0      | 0        | –      | –      | –        | 9        | 1        | 2        | 4      | 0      | –        | 13   | 1      | 2        |
| アトレチコ・ミネイロ | 合計         | 48     | 17     | 17       | 2      | 0      | 2        | 23       | 7        | 9        | 12     | 4      | –        | 85   | 28     | 28       |
| ケレタロ             | 2014-15      | 25     | 8      | 4        | 4      | 0      | 0        | –        | –        | –        | –      | –      | –        | 29   | 8      | 4        |
| ケレタロ             | 合計         | 25     | 8      | 4        | 4      | 0      | 0        | 0        | 0        | 0        | 0      | 0      | 0        | 29   | 8      | 4        |
| フルミネンセ         | 2015         | 7      | 0      | 0        | 2      | 0      | 0        | –        | –        | –        | –      | –      | –        | 9    | 0      | 0        |
| フルミネンセ         | 合計         | 7      | 0      | 0        | 2      | 0      | 0        | –        | –        | –        | –      | –      | –        | 9    | 0      | 0        |
| キャリア合計         | キャリア合計 | 441    | 165    | 116      | 51     | 16     | 7        | 132      | 44       | 43       | 99     | 53     | 3        | 723  | 279    | 168      |

^ブラジル国内州選手権と国内のスーパーカップ戦

## 代表歴

### 出場大会
- ブラジル代表
  - 2002 FIFAワールドカップ
  - 2006 FIFAワールドカップ

### 試合数
- 国際Aマッチ 97試合 33得点（1999年-2013年）[88][89]

| ブラジル代表 | 国際Aマッチ | 国際Aマッチ |
| 年           | 出場        | 得点        |
| ------------ | ----------- | ----------- |
| 1999         | 13          | 7           |
| 2000         | 5           | 1           |
| 2001         | 4           | 1           |
| 2002         | 10          | 4           |
| 2003         | 8           | 2           |
| 2004         | 10          | 6           |
| 2005         | 12          | 6           |
| 2006         | 9           | 0           |
| 2007         | 11          | 5           |
| 2008         | 2           | 0           |
| 2009         | 3           | 0           |
| 2010         | 1           | 0           |
| 2011         | 5           | 1           |
| 2012         | 1           | 0           |
| 2013         | 3           | 0           |
| 通算         | 97          | 33          |

### 得点
出典
| #   | 日時           | 場所                         | 相手                 | 結果 | 大会                                      |
| --- | -------------- | ---------------------------- | -------------------- | ---- | ----------------------------------------- |
| 1.  | 1999年6月30日  | シウダ・デル・エステ         | ベネズエラ           | 7–0  | コパ・アメリカ1999                        |
| 2.  | 1999年7月24日  | グアダラハラ                 | ドイツ               | 4–0  | FIFAコンフェデレーションズカップ1999      |
| 3.  | 1999年7月28日  | グアダラハラ                 | アメリカ合衆国       | 1–0  | FIFAコンフェデレーションズカップ1999      |
| 4.  | 1999年7月30日  | グアダラハラ                 | ニュージーランド     | 2–0  | FIFAコンフェデレーションズカップ1999      |
| 5.  | 1999年8月1日   | グアダラハラ                 | サウジアラビア       | 8–2  | FIFAコンフェデレーションズカップ1999      |
| 6.  | 1999年8月1日   | グアダラハラ                 | サウジアラビア       | 8–2  | FIFAコンフェデレーションズカップ1999      |
| 7.  | 1999年8月1日   | グアダラハラ                 | サウジアラビア       | 8–2  | FIFAコンフェデレーションズカップ1999      |
|     | 1999年11月17日 | メルボルン                   | オーストラリア       | 2–0  | 親善試合 （U-23ブラジル代表）             |
|     | 2000年1月12日  | フロリアノポリス             | トリニダード・トバゴ | 7–0  | 親善試合 （U-23ブラジル代表）             |
|     | 2000年1月12日  | フロリアノポリス             | トリニダード・トバゴ | 7–0  | 親善試合 （U-23ブラジル代表）             |
|     | 2000年1月23日  | ロンドリーナ                 | エクアドル           | 2–0  | シドニー五輪南米予選 （U-23ブラジル代表） |
|     | 2000年1月26日  | ロンドリーナ                 | ベネズエラ           | 3–0  | シドニー五輪南米予選 （U-23ブラジル代表） |
|     | 2000年1月26日  | ロンドリーナ                 | ベネズエラ           | 3–0  | シドニー五輪南米予選 （U-23ブラジル代表） |
|     | 2000年1月30日  | ロンドリーナ                 | コロンビア           | 9–0  | シドニー五輪南米予選 （U-23ブラジル代表） |
|     | 2000年1月30日  | ロンドリーナ                 | コロンビア           | 9–0  | シドニー五輪南米予選 （U-23ブラジル代表） |
|     | 2000年2月2日   | クリチーバ                   | アルゼンチン         | 4–2  | シドニー五輪南米予選 （U-23ブラジル代表） |
|     | 2000年2月2日   | クリチーバ                   | アルゼンチン         | 4–2  | シドニー五輪南米予選 （U-23ブラジル代表） |
|     | 2000年2月2日   | クリチーバ                   | アルゼンチン         | 4–2  | シドニー五輪南米予選 （U-23ブラジル代表） |
|     | 2000年2月4日   | クリチーバ                   | チリ                 | 3–1  | シドニー五輪南米予選 （U-23ブラジル代表） |
| 8.  | 2000年2月23日  | バンコク                     | タイ                 | 7–0  | 親善試合                                  |
|     | 2000年8月9日   | オバリェ                     | チリ                 | 5–3  | 親善試合 （U-23ブラジル代表）             |
|     | 2000年8月9日   | オバリェ                     | チリ                 | 5–3  | 親善試合 （U-23ブラジル代表）             |
|     | 2000年9月23日  | ブリスベン                   | カメルーン           | 1–2  | シドニー五輪 （U-23ブラジル代表）         |
| 9.  | 2001年3月3日   | パサデナ                     | アメリカ合衆国       | 2–1  | 親善試合                                  |
| 10. | 2002年4月17日  | リスボン                     | ポルトガル           | 1–1  | 親善試合                                  |
|     | 2002年5月18日  | バルセロナ                   | カタルーニャ         | 3–1  | 非公式親善試合                            |
|     | 2002年5月18日  | バルセロナ                   | カタルーニャ         | 3–1  | 非公式親善試合                            |
| 11. | 2002年6月8日   | 西帰浦                       | 中華人民共和国       | 4–0  | 2002 FIFAワールドカップ                   |
| 12. | 2002年6月21日  | 袋井                         | イングランド         | 2–1  | 2002 FIFAワールドカップ                   |
| 13. | 2002年11月20日 | ソウル                       | 韓国                 | 3–2  | 親善試合                                  |
| 14. | 2003年3月29日  | ポルト                       | ポルトガル           | 1–2  | 親善試合                                  |
| 15. | 2003年9月10日  | マナウス                     | エクアドル           | 1–0  | 2006 FIFAワールドカップ・南米予選         |
| 16. | 2004年4月28日  | ブダペスト                   | ハンガリー           | 4–1  | 親善試合                                  |
| 17. | 2004年8月18日  | ポルトープランス             | ハイチ               | 6–0  | 親善試合                                  |
| 18. | 2004年8月18日  | ポルトープランス             | ハイチ               | 6–0  | 親善試合                                  |
| 19. | 2004年8月18日  | ポルトープランス             | ハイチ               | 6–0  | 親善試合                                  |
| 20. | 2004年9月5日   | サンパウロ                   | ボリビア             | 3–1  | 2006 FIFAワールドカップ・南米予選         |
| 21. | 2004年9月8日   | ベルリン                     | ドイツ               | 1–1  | 親善試合                                  |
| 22. | 2005年2月9日   | 香港                         | 香港                 | 7–1  | カールスバーグ・カップ                    |
| 23. | 2005年6月5日   | ポルト・アレグレ             | パラグアイ           | 4–1  | 2006 FIFAワールドカップ・南米予選         |
| 24. | 2005年6月5日   | ポルト・アレグレ             | パラグアイ           | 4–1  | 2006 FIFAワールドカップ・南米予選         |
| 25. | 2005年6月22日  | ケルン                       | 日本                 | 2–2  | FIFAコンフェデレーションズカップ2005      |
| 26. | 2005年6月25日  | ニュルンベルク               | ドイツ               | 3–2  | FIFAコンフェデレーションズカップ2005      |
| 27. | 2005年6月29日  | フランクフルト・アム・マイン | アルゼンチン         | 4–1  | FIFAコンフェデレーションズカップ2005      |
| 28. | 2007年3月24日  | ヨーテボリ                   | チリ                 | 4–0  | 親善試合                                  |
| 29. | 2007年3月24日  | ヨーテボリ                   | チリ                 | 4–0  | 親善試合                                  |
| 30. | 2007年8月22日  | モンペリエ                   | アルジェリア         | 2–0  | 親善試合                                  |
| 31. | 2007年9月9日   | シカゴ                       | アメリカ合衆国       | 4–2  | 親善試合                                  |
| 32. | 2007年10月17日 | リオデジャネイロ             | エクアドル           | 5–0  | 2010 FIFAワールドカップ・南米予選         |
|     | 2008年7月28日  | シンガポール                 | シンガポール         | 3–0  | 親善試合 （U-23ブラジル代表）             |
|     | 2008年8月10日  | シェンヤン                   | ニュージーランド     | 5–0  | 北京オリンピック （U-23ブラジル代表）     |
|     | 2008年8月10日  | シェンヤン                   | ニュージーランド     | 5–0  | 北京オリンピック （U-23ブラジル代表）     |
| 33. | 2011年10月11日 | トレオン                     | メキシコ             | 2–1  | 親善試合                                  |

## エピソード
- 2008年4月、アムウェイのサプリメントブランドであるニュートリライトとグローバル契約を結んだ。
- ナイキのCMにも多く出演しており、主にその華麗なボール捌きを題材にしている。特に、ボールを一度も落とす事なく4連続でクロスバーに当てると言う映像は、実際のプレーなのか合成映像なのか論争になり、現在も真偽は不明だが本人は合成であることを否定している。ナイキジャパンのスタッフで、現地にいた人間は「あれは実際にやったプレー」と証言している。
- 2006年にはナイキとの縁で、ファンであるマイケル・ジョーダンと対談した。スーパースターであるロナウジーニョも、ジョーダンの前では子供のように目を輝かせていた。
- 2006年には、ゴマブックスから人生を叙事的につづった『ロナウジーニョ The Smiling Champion』が出版された。
- W杯やコンフェデ杯などでは、セレソンの中で率先してサンバを歌っている姿などが見かけられる。サンバ楽器のパンデイロの演奏の腕前はプロミュージシャン並みだと言われている。2006年には彼自身がサンバなどのブラジル音楽を選曲したコンピレーションCD「ゴー!ゴー!ロナウジーニョ」[90] が発売されており、1曲目では彼がサンバを歌っている曲が聴ける。2018 FIFAワールドカップ決勝戦前に行われた閉会式セレモニーでは、サプライズ演出で太鼓をたたきながら登場した[91]。
- 大の負けず嫌いで、勝負事では手を抜かないことは有名だが、反面 燃え尽き症候群のようなことも多々見られる。日韓W杯優勝、05-06CL優勝後のロナウジーニョの言動の変貌ぶりは周りの人間を驚かせたという。
- 試合中もサッカーを楽しむことを忘れない選手であり、たびたび笑顔をちらつかせプレーしている[7]。これほど笑顔を絶やさずプレーする選手は、かつてのセレソンの英雄ガリンシャとロナウジーニョをおいて他にいないと言われている。
- 世界屈指の人気選手であり、Twitterのフォロワー数は2014年6月現在で約968万人である。世界のあらゆるアスリートの中でもクリスティアーノ・ロナウド、カカ、レブロン・ジェームズ、ネイマールに次いで5番目に多い[92]。
- 偽造パスポートを使用し、パラグアイに不法入国したとしてパラグアイの刑務所アスンシオンで拘束された。刑務所内では、タンクトップのラフな恰好で笑顔の姿が伝えられた。刑務所で半年に1回開催されているフットサル大会に、各チームから助っ人として参加を求められ、刑務所に移送されてから初めての試合で5ゴール6アシストと躍動し、11-2で勝利した。前述の本大会ではゴールすることを禁止されるも、チームは優勝した[93][94]。充実の生活を送っていると考えられていたが、面会に訪れた元パラグアイ代表のネルソン・クエバスは「彼は全然幸せではない」「彼とわかるのは笑顔、エネルギー、そのあり方だ。だが、彼は慣れない刑務所に置かれ、笑顔は失われ始めている」と『CNN』で語っている[95]。
- 夜遊びが好きなことで有名であり、2002年に『サンデージャポン』の企画でブラジル全土を対象に行われた「抱かれたくない男ランキング」では堂々の1位を獲得。

### リバウドとの関係
ロナウジーニョにとってロナウドは特別な存在であることは良く知られているが、リバウドとの関係はあまり知られていない。雑誌で、バルセロナ加入時に「リバウドやロナウドのような僕のアイドルのあとを追う事が出来て嬉しい」と語っている。
2002年の日韓大会でのイングランドの強力センターバック・コンビのソル・キャンベル、リオ・ファーディナンドを相手にカウンターでロナウジーニョがドリブルでひきつけてからのリバウドへのパスにより1点をもぎ取った。
2002年夏、ルイス・ファン・ハールの監督復帰によってリバウドとバルサの間に決定的な亀裂が生じた。このような状況の中、10番としてやってきたのがフアン・ロマン・リケルメであった。その後、リバウドはミランへと移籍。リケルメは後の2006年W杯でアルゼンチン代表の主軸を担う選手だが、彼はプレーにムラがあり、当時の監督ファン・ハールの戦術にもフィットしなかった。当時リバウドはジダンらと並び称される世界最高の選手の一人ながら、プレーやポジション、チームでの役割は異質なものがあり、その穴を埋めるのは至難の技だったと言える。そんな中バルサが目をつけたのが、当時パリ・サンジェルマンに所属していたロナウジーニョであった。
スペインはフランスと違いポルトガル語が通じやすい上に生活習慣にも共通点が多く、元々ロナウジーニョはスペインに行きたいという願望があった。そしてブラジル代表とFCバルセロナで10番を背負っていたリバウドの後釜としてカンプ・ノウの舞台に立ち、その上でタイトルの獲得、バロンドール、年間最優秀選手などの個人タイトルを獲得し、代表で背番号10を付けた。2008年にはかつてのリバウドと同じくバルセロナからミランへの移籍も決まった。

## タイトル

### クラブ
グレミオ
- コパ・スル (1) : 1999
- カンピオナート・ガウショ (1) : 1999

パリ・サンジェルマン
- UEFAインタートトカップ (1) : 2001

バルセロナ
- リーガ・エスパニョーラ (2) : 2004-05, 2005-06
- スーペルコパ・デ・エスパーニャ (2) : 2005, 2006
- UEFAチャンピオンズリーグ (1) : 2005-06

フラメンゴ
- タッサ・グアナバラ (1) : 2011
- タッサ・リオ (1) : 2011
- カンピオナート・カリオカ (1) : 2011

アトレチコ・ミネイロ
- コパ・リベルタドーレス (1) : 2013
- カンピオナート・ミネイロ (1) : 2013

### 代表
U-17 ブラジル代表
- FIFA U-17世界選手権 (1) : 1997

U-23 ブラジル代表
- 夏季オリンピック 銅メダル : 2008

ブラジル代表
- コパ・アメリカ (1) : 1999
- FIFAワールドカップ (1) : 2002
- FIFAコンフェデレーションズカップ (1) : 2005

### 個人
- FIFAコンフェデレーションズカップ 最優秀選手 : 1999
- FIFAコンフェデレーションズカップ 得点王 : 1999
- カンピオナート・ガウショ 得点王 : 1999
- シドニーオリンピック南米予選 得点王 : 2000
- FIFAワールドカップ 優秀選手 : 2002
- FIFA 100 : 2004
- ドン・バロン・アワード 最優秀外国人選手賞 (2) : 2003-04, 2005-06
- EFEトロフィー (1) : 2004
- FIFA最優秀選手賞 (2) : 2004, 2005
- UEFAクラブ・フットボール・アワード 最優秀フォワード (1) : 2004-05
- バロンドール (1) : 2005
- FIFPro年間最優秀選手賞 (2): 2005, 2006
- UEFA年間最優秀選手 (1): 2005-06
- UEFAチーム・オブ・ザ・イヤー (3) : 2003-04, 2004-05, 2005-06
- FIFPro年間ベストイレブン (3) : 2004-05, 2005-06, 2006-07
- ゴールデンフット賞 (1) : 2009
- プレミオ・クラッキ・ド・ブラジレイロン : 2011, 2012
- ボーラ・ジ・プラッタ : 2011, 2012
- ボーラ・ジ・オーロ 2012
- FIFAクラブワールドカップ 得点王：2013
- 南米年間最優秀選手賞：2013